# Władcy Andegawenii

## HrabiowieAndegawenii

### Robertyngowie
- 861–866 – Robert Mocny
- 866–898 – Odo (także Król Franków Zachodnich od 888)

### Ingelgerowie
- ok. 870–898 – Ingelger
- 898–941 – Fulko I Rudy
- 941–958 – Fulko II Dobry
- 958–987 – Godfryd I Szara Opończa
- 987–1040 – Fulko III Czarny
- 1040–1060 – Godfryd II Martel

### Andegawenowie(Plantageneciod 1129)
- 1060–1067 – Godfryd III Brodaty
- 1067–1109 – Fulko IV
- 1098–1106 – Godfryd IV Martel (koregent)
- 1109–1129 – Fulko V Młody (następnie król Jerozolimy)
- 1129–1151 – Godfryd V
- 1151–1189 – Henryk I (także król Anglii jako Henryk II od 1154)
- 1170–1183 – Henryk II (koregent)
- 1189–1199 – Ryszard I Lwie Serce (także król Anglii)
- 1199–1203 – Artur z Bretanii
- 1203–1204 – Jan bez Ziemi (także król Anglii od 1199)

W 1204 Andegawenia przeszła do domeny królewskiej.

### Andegawenowie (linia bocznaKapetyngów)
- 1219–1232 – Jan (syn króla Francji Ludwika VIII Lwa)
- 1232–1246 – w domenie królewskiej
- 1246–1285 – Karol I (także król Sycylii i Neapolu)
- 1285–1290 – Karol II (także król Neapolu)
- 1290–1299 – Małgorzata Andegaweńska

### Andegawenowie (linia bocznaWalezjuszów)
- 1290–1325 – Karol III (iure uxoris jako mąż Małgorzaty Andegawenii)
- 1325–1328 – Filip (także król Francji jako Filip VI od 1328)
- 1328–1332 – w domenie królewskiej
- 1332–1350 – Jan II Dobry (także król Francji od 1350)
- 1350–1351 – w domenie królewskiej
- 1351–1360 – Ludwik I (od 1360 książę Andegawenii – patrz niżej)

## Książęta Andegawenii

### Andegawenowie (linia boczna Walezjuszów)
- 1360–1384 – Ludwik I
- 1384–1417 – Ludwik II
- 1417–1434 – Ludwik III
- 1434–1480 – René I
- 1480–1481 – Karol IV

W 1481 Andegawenia przeszła do domeny królewskiej.

## Książęta Andegawenii (tytuł arystokratyczny)
- 1515–1531 – Ludwika Sabaudzka
- 1566–1573 – Henryk (także król Francji jako Henryk III)
- 1576–1584 – Franciszek Herkules
- 1608–1626 – Gaston
- 1640–1640 – Filip I
- 1668–1671 – Filip Karol (syn króla Ludwika XIV)
- 1672 – Ludwik Franciszek (syn króla Ludwika XIV)
- 1683–1700 – Filip (także król Hiszpanii jako Filip V)
- 1710–1715 – Ludwik (król Francji jako Ludwik XV od 1715)
- 1730–1733 – Filip (syn króla Ludwika XV)
- 1755–1795 – Ludwik (król Francji jako Ludwik XVIII od 1814)